# Noah Jupe
Noah Casford Jupe (Londra, 25 febbraio 2005) è un attore britannico.

## Biografia
Noah Jupe è figlio d'arte, del regista Chris Jupe e dall'attrice Katy Cavanagh.

### Carriera
Ha iniziato la sua carriera da attore nel 2015 con alcune apparizioni nelle serie televisive Penny Dreadful e Downton Abbey. Nel 2016 ha interpretato i suoi primi ruoli da co-protagonista nelle serie TV The Night Manager, insieme a Tom Hiddleston, e Houdini & Doyle.
Nel 2017 ha debuttato sul grande schermo con L'uomo dal cuore di ferro, un film drammatico sulla seconda guerra mondiale, in cui ha recitato insieme a Jason Clarke e Rosamund Pike, come figlio di Matt Damon nella commedia nera, Suburbicon, diretta da George Clooney, e infine nella commedia drammatica Wonder nei panni di Jack Will, il migliore amico di Auggie Pullman (interpretato da Jacob Tremblay) ed ex migliore amico di Julian.

## Filmografia

### Cinema
- L'uomo dal cuore di ferro (HHhH), regia di Cédric Jimenez (2017)
- That Good Night, regia di Eric Styles (2017)
- Suburbicon, regia di George Clooney (2017)
- Wonder, regia di Stephen Chbosky (2017)
- My Pretty Pony, regia di Luke Jaden - cortometraggio (2017)
- The Titan, regia di Lennart Ruff (2018)
- A Quiet Place - Un posto tranquillo (A Quiet Place), regia di John Krasinski (2018)
- Holmes & Watson - 2 de menti al servizio della regina (Holmes & Watson), regia di Etan Cohen (2018)
- Honey Boy, regia di Alma Har'el (2019)
- Le Mans '66 - La grande sfida (Ford v. Ferrari), regia di James Mangold (2019)
- A Quiet Place II (A Quiet Place: Part II), regia di John Krasinski (2020)
- No Sudden Move, regia di Steven Soderbergh (2021)
- Dreamin' Wild, regia di Bill Pohlad (2022)

### Televisione
- Penny Dreadful – serie TV, 1 episodio (2015)
- A Song for Jenny, regia di Brian Percival – film TV (2015)
- Downton Abbey – serie TV, 1 episodio (2015)
- The Night Manager, regia di Susanne Bier – miniserie TV, 3 episodi (2016)
- Houdini & Doyle, regia di Edward Bazalgette, Stephen Hopkins, Robert Lieberman, Daniel O'Hara e Jeff Renfroe – miniserie TV, 5 episodi (2016)
- The Last Dragonslayer, regia di Jamie Magnus Stone – film TV (2016)
- The Undoing - Le verità non dette (The Undoing), regia di Susanne Bier – miniserie TV (2020)

### Doppiatore
- L'elefante del mago (The Magician's Elephant), regia di Wendy Rogers (2023)

## Doppiatori italiani
Nelle versioni in italiano dei suoi film Noah Jupe è stato doppiato da:
- Giulio Bartolomei in Suburbicon, A Quiet Place - Un posto tranquillo, Honey Boy, A Quiet Place II
- Diego Follega in Wonder, Le Mans '66 - La grande sfida, La donna del lago
- Mattia Fabiano in The Night Manager
- Mattia Moresco in The Undoing - Le verità non dette

Da doppiatore è sostituito da:
- Luca Tesei in L'elefante del mago